# Lucio Menenio Agrippa Lanato
Lucio Menenio Agrippa Lanato (fl. V secolo a.C.) console romano.

## Consolato
Lucio Menenio Agrippa Lanato fu eletto console a Roma nel 440 a.C. con il collega Proculo Geganio Macerino.
Durante il consolato Roma soffrì una terribile carestia, e a nulla valsero i tentativi del praefectus annonae Lucio Minucio di reperire grano dalle popolazioni confinanti; in questo quadro si inserì Spurio Melio, un ricco cavaliere romano, che come cittadino privato, elargì grano alla plebe affamata, ottenendo per questo grande popolarità..